# 塞特-埃克霍尔特
塞特-埃克霍尔特是德国石勒苏益格－荷尔斯泰因州的一个市镇。总面积6.89平方公里，总人口844人，其中男性427人，女性417人（2011年12月31日），人口密度122人/平方公里。